# Hestimoides ochreovittatus
Hestimoides ochreovittatus là một loài bọ cánh cứng trong họ Cerambycidae.